# Молочный магазин Пфунда
Молочный магазин Пфу́нда (нем. Pfunds Molkerei) — согласно Книге рекордов Гиннесса (1998) самый красивый молочный магазин мира. Он находится в Дрездене по адресу Bautzner Straße 79 и является одной из туристических достопримечательностей города.

## История
Пауль Пфунд (нем. Paul Gustav Leander Pfund, 1849—1923), крестьянин из Райнхольдсхайна, в 1879 решил осуществить идею по снабжению Дрездена свежим и гигиенически чистым молоком. В магазине на Görlitzer Straße можно было наблюдать, как доят шесть коров, принадлежавших его предприятию, и как молоко подготавливается к продаже. В 1880 году его брат, актёр Фридрих Пфунд, вошёл в фирму. С тех пор она носила название «Дрезденское молочное хозяйство братья Пфунд», хотя Фридрих умер уже в 1883 году. Позже вступили в фирму сыновья Пауля Пфунда, Курт и Макс.
Сначала магазин продавал ежедневно около 150 литров молока; в 1930-х годах в нём перерабатывалось и продавалось около 60 000 литров молочных продуктов.
Пфунд из-за избыточного производства молока был первым производителем сгущённого молока в Германии, он также продавал такие продукты, как молочное мыло и детское питание.
Уже скоро первый магазин оказался слишком маленьким и фирма переехала на Bautzner Straße 41. Фирма сильно расширилась, к ней относились, кроме коровника, фабрика по производству картона, печатная фабрика для наклеек и рекламных плакатов, кузнецкая мастерская для подков ста собственных лошадей, мастерские для сантехники и лакировки, портная и прачечная для служебных форм сотрудников. Сотрудники могли жить в служебных квартирах и отдавать своих детей в фирменный детский сад.

## Магазин

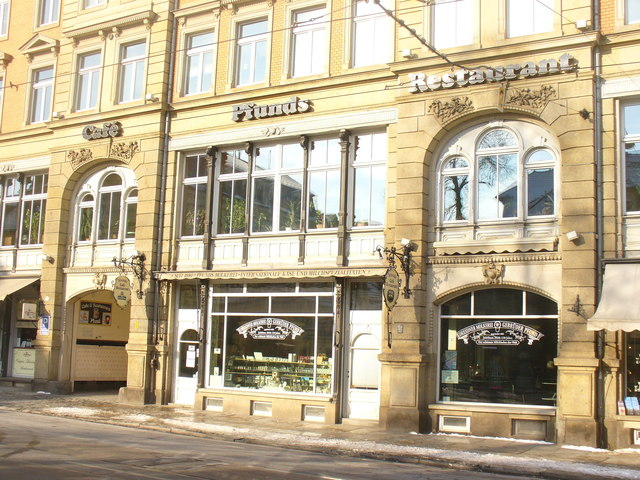
вид на магазин

Красивый фирменный магазин был построен в 1891 году. Он облицован плиткой в стиле неоренессанса, которая была изготовлена фирмой Villeroy & Boch в сотрудничестве с дрезденскими художниками. Магазин пережил бомбёжки Второй мировой войны. В 1972 году он перешёл в государственную собственность и был закрыт в 1978 году. В 1990-х годах удалось возобновить традицию: сегодня в нём продаются молочные продукты, проводятся дегустации сыра и экскурсии.

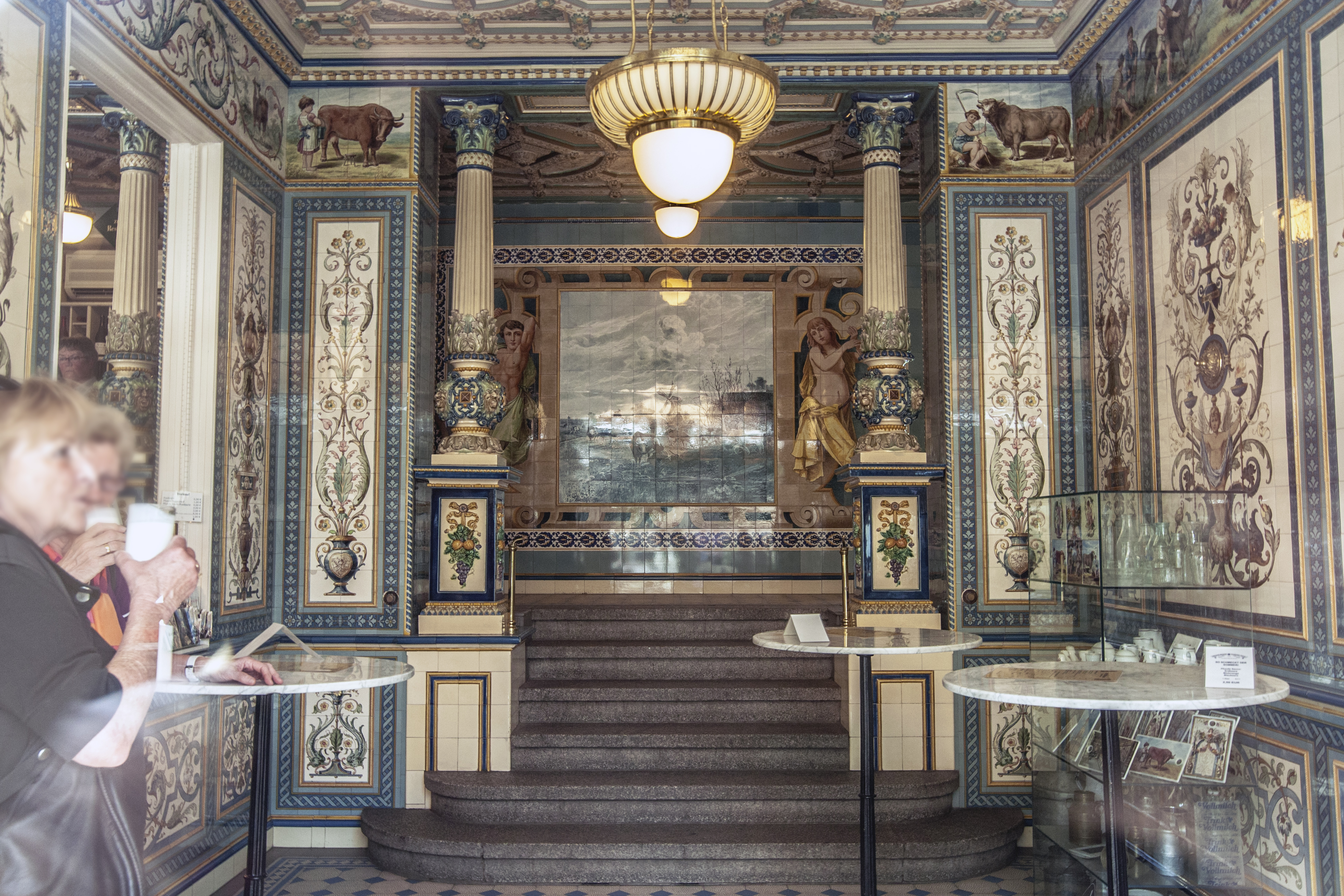
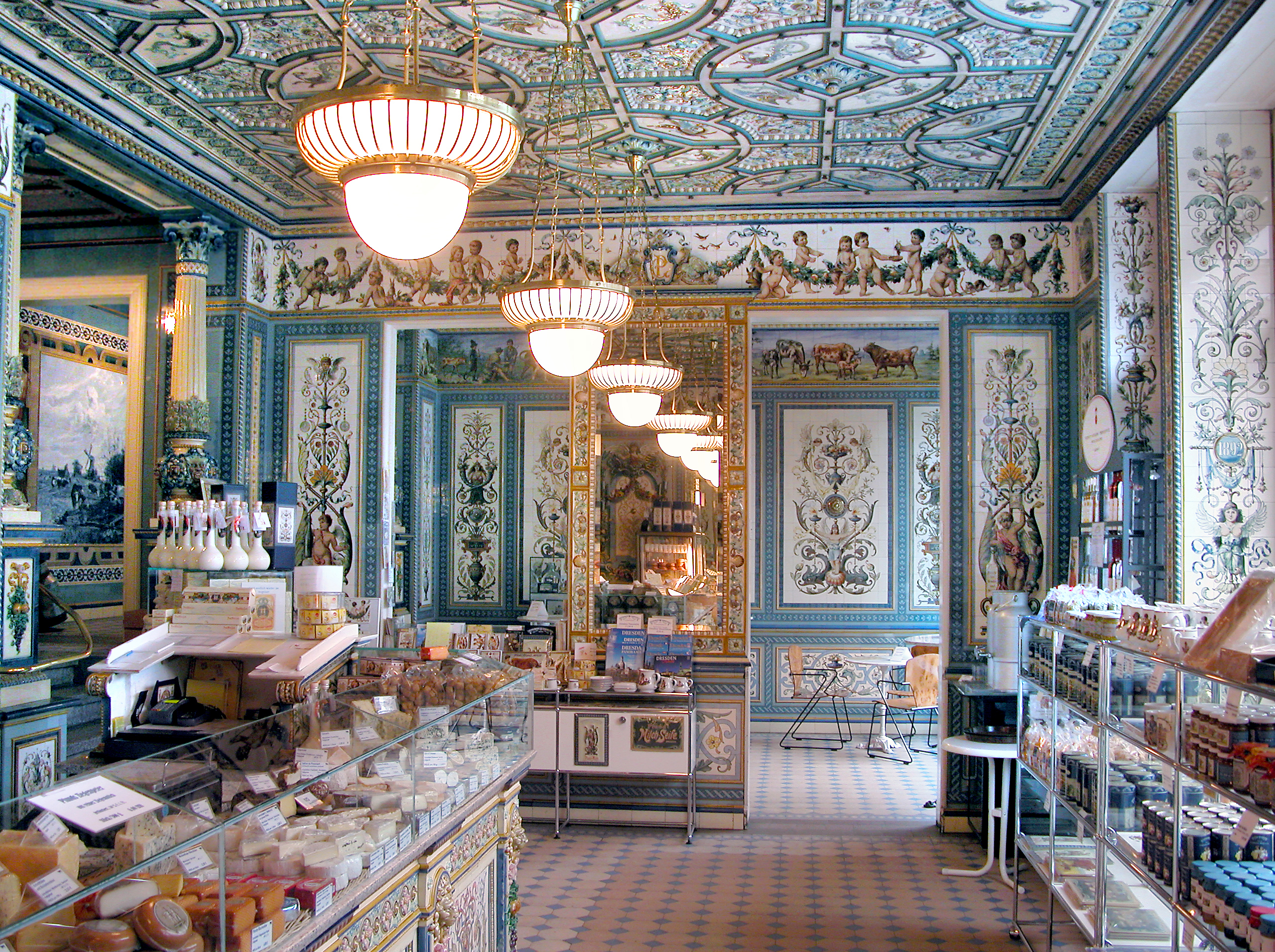
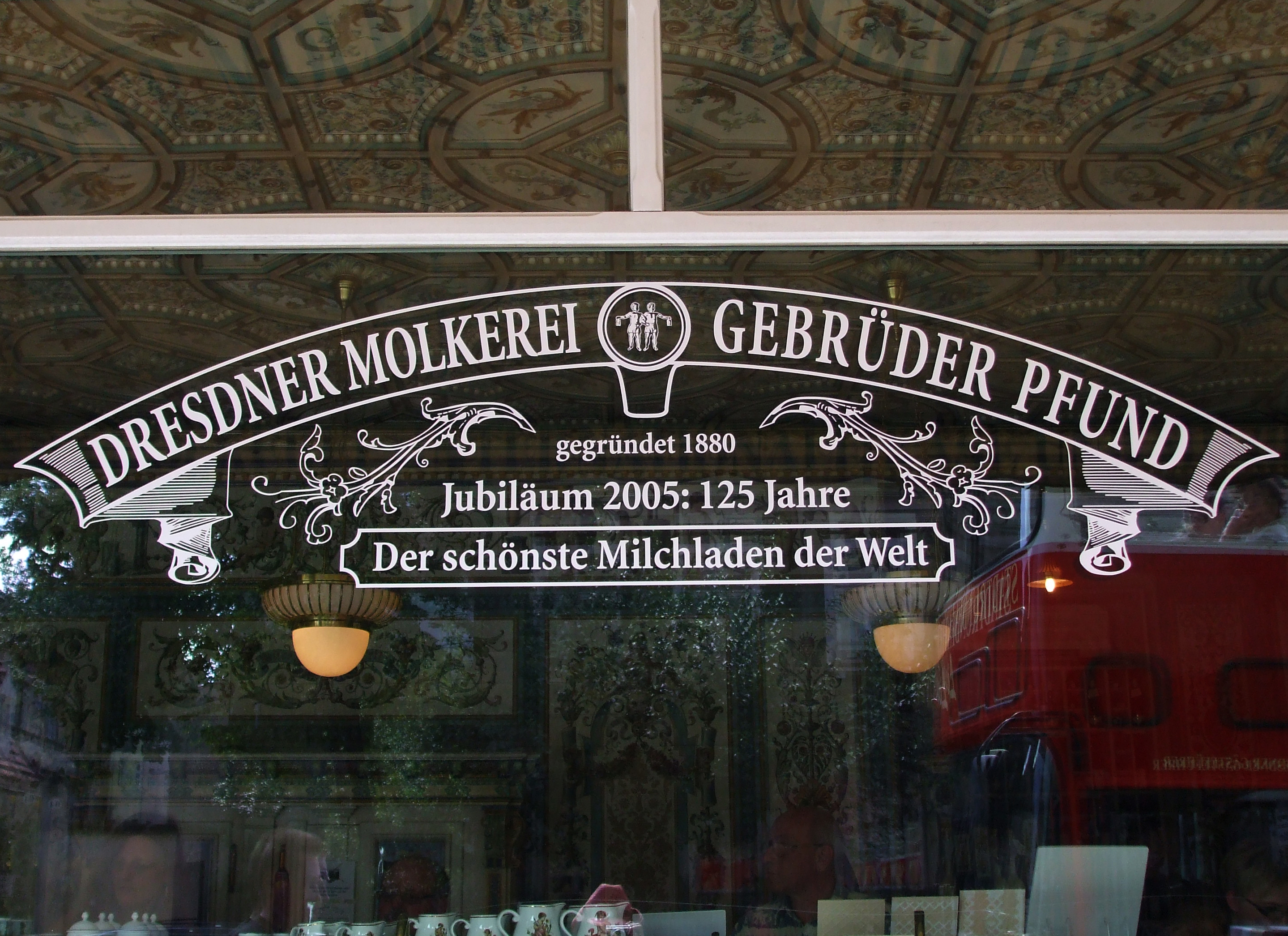
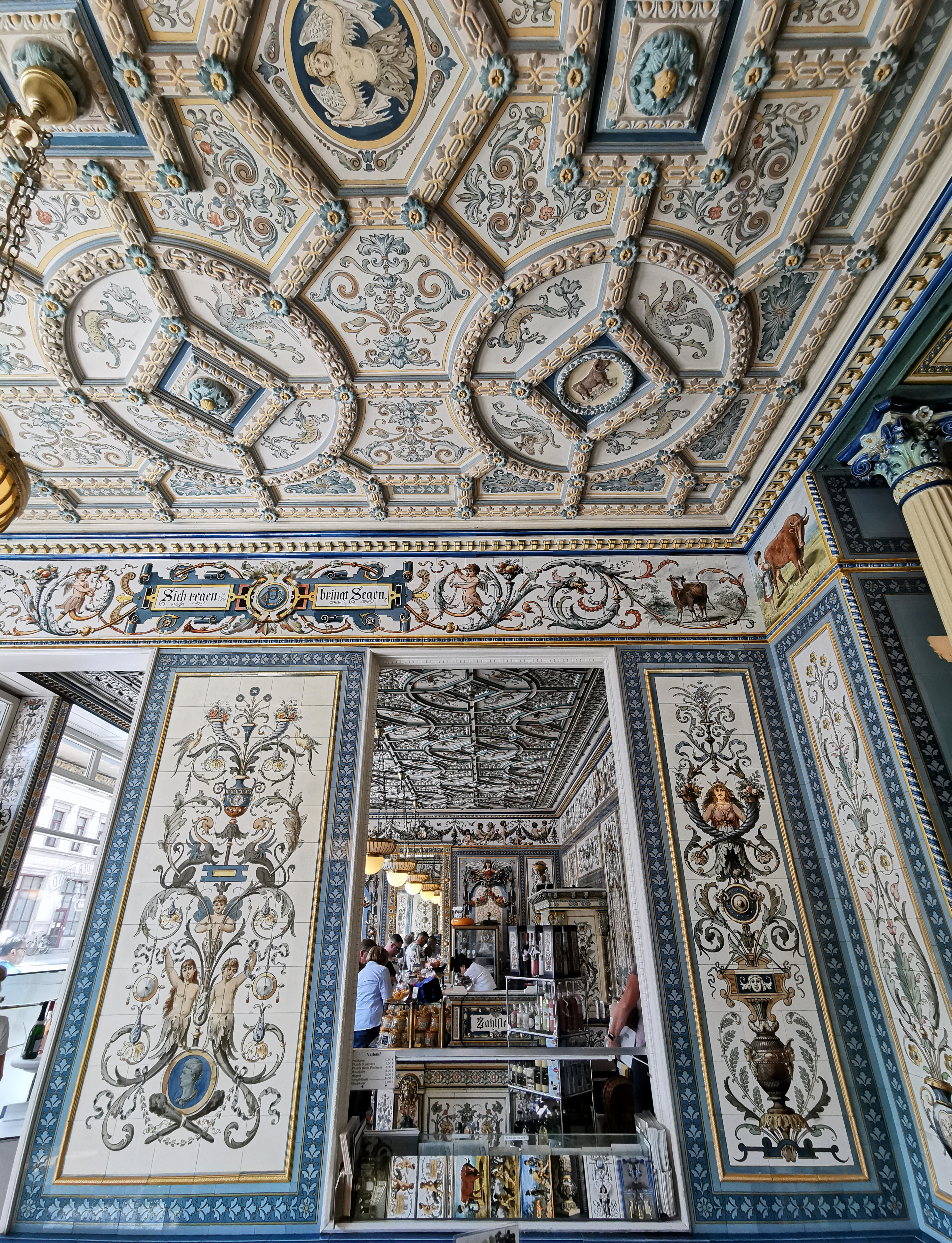
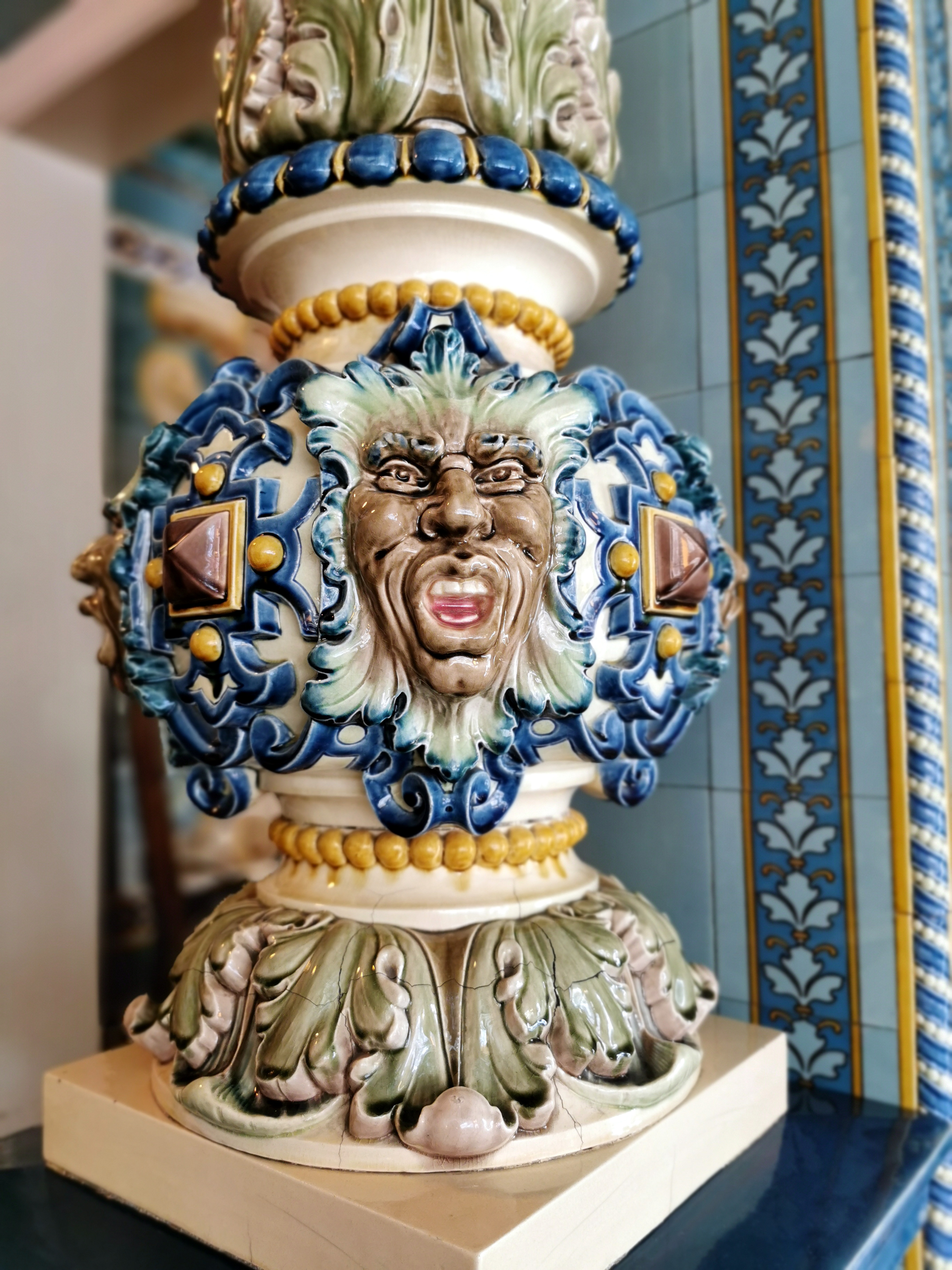